# Église de Rantsila
L'église de Rantsila (en finnois : Rantsilan kirkko) est une église située à Rantsila dans la municipalité de Siikalatva en Finlande.

## Description
L'édifice est conçu par l'architecte Simon Silvén. Les travaux de construction se terminent en 1785.

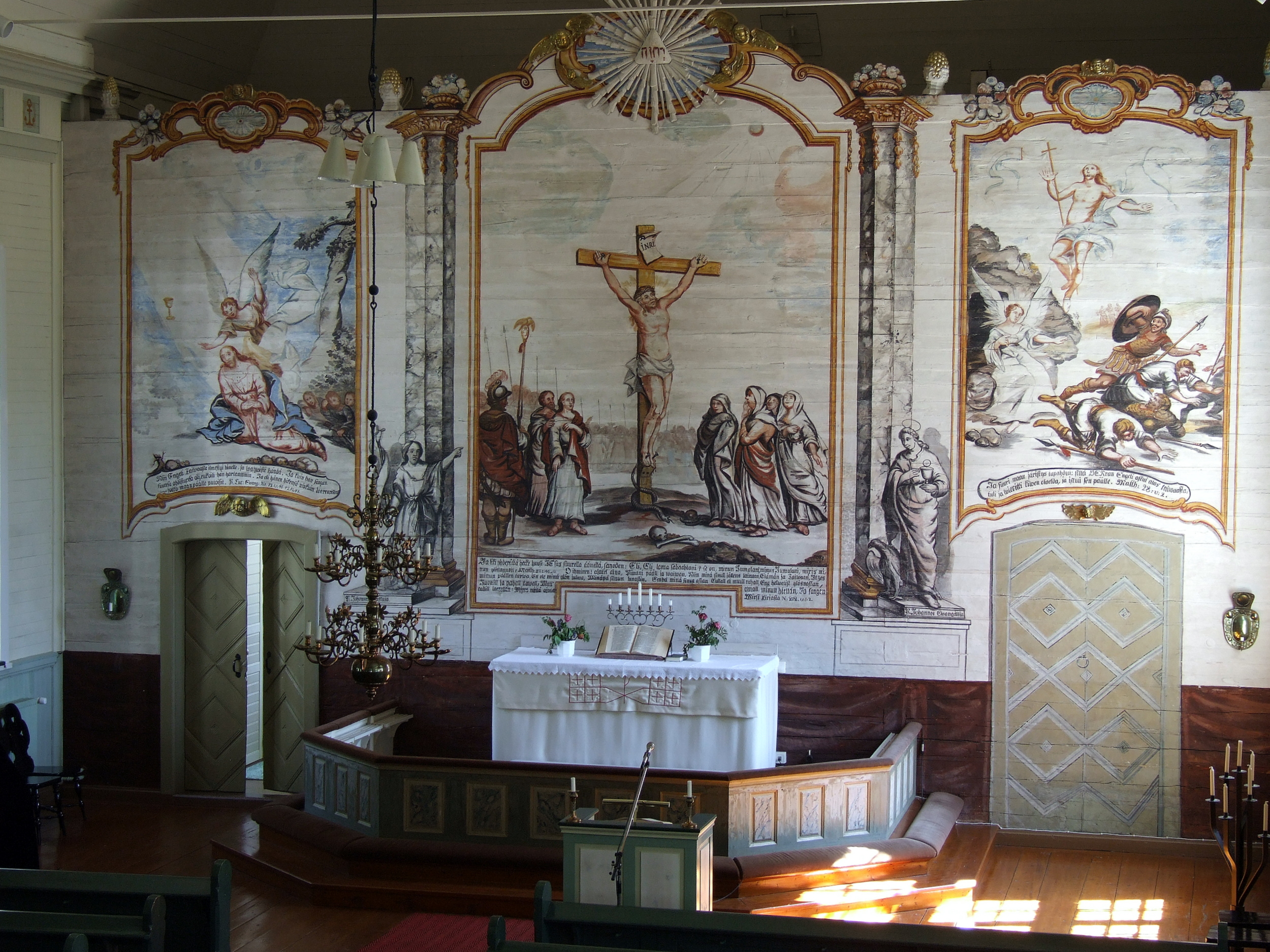
Le retable.

Le retable est un triptyque peint par Mikael Toppelius.
Les trois scènes sont Jésus sur la Croix, le Gethsémani et Jésus ressuscite d'entre les morts.
La chaire sculptée en 1794 par Johan Amström est décorée par  Mikael Toppelius qui y a peint le Christ, la Vierge Marie et les évangélistes.
Sur la paroi de la rampe de l'escalier, Topelius a peint Adam, Ève, Aaron et Moïse.
L'orgue à 15 jeux est fabriqué  en 1966 par la fabrique d'orgues de Kangasala.
Avec 198 cm de hauteur, la statue de pauvre homme de l'église, sculptée en 1860 par Juho Jääskelä, était l'une des plus grandes de Finlande.
Elle est maintenant au Musée de l'ostrobothnie du nord,.
Les paroissiens ont fait sculpter par Toni Iskulehto une nouvelle statue de pauvre homme de 2 mètres de hauteur inaugurée le 15 juillet 2012.